# Всемирный торговый центр 1 (1971-2001)
Оригинальный Всемирный торговый центр 1 (также известный как Северная башня, Башня 1, Здание Один или ВТЦ-1) был одной из Башен-близнецов первоначального комплекса Всемирного торгового центра в Нью-Йорке. Здание было завершено в 1972 году, имело высоту 1368 футов, или 417 м (без учета шпиля) и было самым высоким зданием в мире до 1973 года, когда его превзошла Сирс-тауэр (ныне Уиллис-тауэр) в Чикаго.
Оно отличалось от своего близнеца, оригинального Всемирного торгового центра 2, также известного как Южная башня, 360-футовой (110 м) телекоммуникационной антенной на крыше. Общая высота здания, включая антенну, составляла 1728 футов (527 м). Другими отличительными чертами Северной башни был навес, соединенный с западным фасадом на уровне улицы, а также две пешеходные дорожки, которые тянулись от западного и южного фасадов ВТЦ-3 и ВТЦ-6 к северному и южному фасадам Северной башни на уровне площади. чего не хватало Южной башне. Адрес здания - Всемирный торговый центр, 1, а весь комплекс Всемирного торгового центра имел свой собственный почтовый индекс (10048) из-за огромных размеров.
Оригинальный Всемирный торговый центр был разрушен во время террористических атак 11 сентября 2001 года. Северная башня, в которую в 8:46 утра врезался рейс 11 авиакомпании American Airlines, стала первой из Башен-близнецов, в которую врезался захваченный самолет, и второй разрушенной, рухнув в 10:28 утра. Северная башня простояла 102 минуты после столкновения с самолетом. Из 2977 жертв, погибших в результате терактов, около 1700 находились в башне или на земле возле нее.
На смену Северной башне пришла современная башня Всемирный торговый центр 1, которая была открыта в ноябре 2014 года в качестве головного здания в реконструированном комплексе Всемирного торгового центра. В Национальном мемориале и музее 11 сентября северный бассейн находится точно на том месте, где когда-то стояла Северная башня.

## История

### Разработка

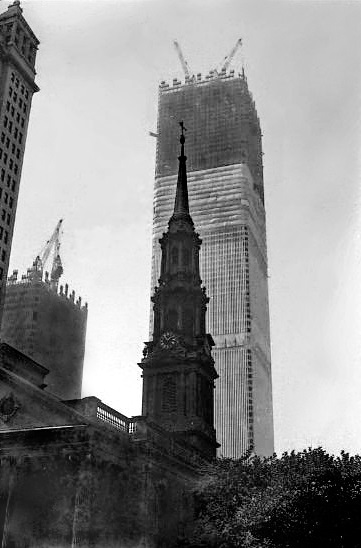
Всемирный торговый центр 1 за несколько месяцев до завершения строительства в мае 1970 года

В 1961 году Портовое управление Нью-Йорка и Нью-Джерси согласилось построить Всемирный торговый центр на месте Гудзонского терминала в Нижнем Манхэттене, Нью-Йорк. 20 сентября 1962 года Портовое управление объявило о назначении Минору Ямасаки ведущим архитектором, а Emery Roth & Sons - ассоциированными архитекторами. Ямасаки разработал план строительства Башен-близнецов. По его первоначальному плану башни должны были быть высотой по 80 этажей, но для удовлетворения требований администрации порта о 10 000 000 квадратных футов (930 000 м²) офисных площадей высота каждого здания должна была составлять 110 этажей. Проект Ямасаки для Всемирного торгового центра, представленный общественности 18 января 1964 года, предусматривал квадратную планировку размером приблизительно 208 футов (63 м) с каждой стороны.
В марте 1965 года Портовое управление начало приобретать недвижимость на месте будущего Всемирного торгового центра. Работы по сносу начались 21 марта 1966 года, а 5 августа 1966 года был заложен фундамент для строительства Всемирного торгового центра. В январе 1967 года администрация порта заключила контракты на сумму 74 миллиона долларов с различными поставщиками стали. Строительные работы на Северной башне начались в августе 1968 года. Церемония закладки состоялась 23 декабря 1970 года. Первые арендаторы въехали в Северную башню 15 декабря 1970 года, когда она еще находилась в стадии строительства, а церемония открытия состоялась 4 апреля 1973 года.

### Деятельность
13 февраля 1975 года на 11-м этаже Северной башни произошел пожар, который распространился между 9-м и 14-м этажами. В то время во Всемирном торговом центре не было систем пожаротушения. Было установлено, что недовольный сторож намеренно устроил пожар, и ему было предъявлено уголовное обвинение. После пожара, в 1981 году, Портовое управление объявила о выделении 45 миллионов долларов на установку разбрызгивателей по всему Всемирному торговому центру.
Первая террористическая атака на Всемирный торговый центр произошла 26 февраля 1993 года в 12:17. В подземном гараже Северной башни взорвался грузовик Ryder, начиненный 1500 фунтами (680 кг) взрывчатки, заложенной Рамзи Юзефом. По словам председательствующего судьи, главной целью заговорщиков во время атаки было дестабилизировать несущие конструкции Северной башни и уронить ее на Южную, что привело бы к разрушению обоих небоскребов. В результате теракта погибли шесть человек и еще 1042 получили ранения. После взрыва необходимо было отремонтировать разрушенные перекрытия, чтобы восстановить несущую конструкцию.
В феврале 2001 года Портовое управление передало в аренду весь комплекс Всемирного торгового центра компании Vornado Realty Trust. Однако Vornado настояли на внесении изменений в условия сделки в последнюю минуту, и 24 июля 2001 года компания Silverstein Properties, предложившая следующую самую высокую цену, подписала договор аренды комплекса.

### Разрушение

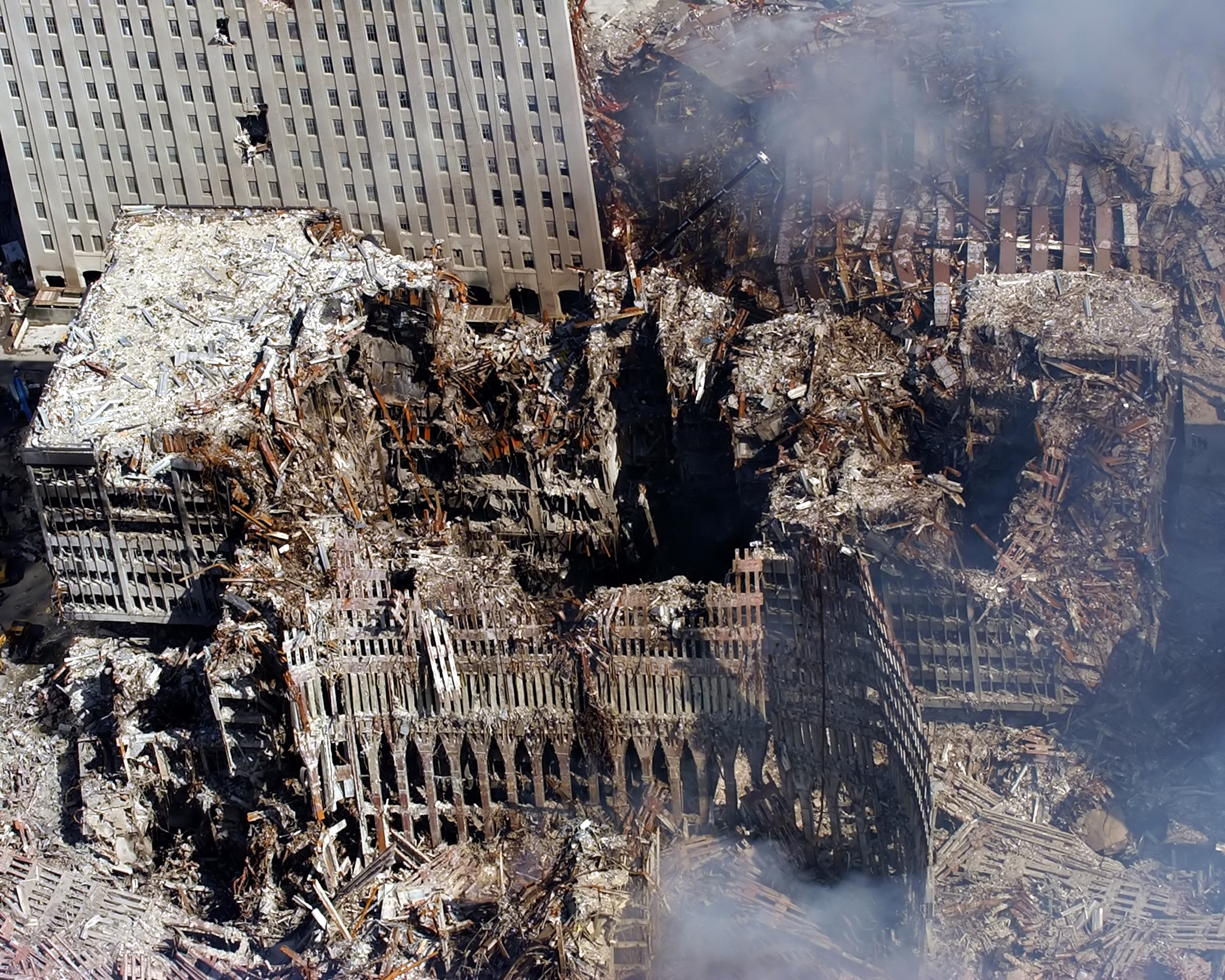
Руины (снизу вверх) ВТЦ-1, ВТЦ-6 и ВТЦ-7 17 сентября 2001 года

11 сентября 2001 года в 8:46 утра по восточному времени пятеро угонщиков, связанных с «Аль-Каидой», направили рейс 11 авиакомпании American Airlines в северный фасад Северной башни между 93-м и 99-м этажами. Семнадцать минут спустя, в 9:03 утра по восточному времени, вторая группа из пяти террористов врезалась на угнанном рейсе 175 авиакомпании United Airlines в южный фасад Южной башни, нанеся удар между 77-м и 85-м этажами.
В 9:59 Южная башня обрушилась после пожара продолжительностью в 56 минут. После 102-минутного пожара в 10:28 Северная башня также обрушилась. Обломки упали на расположенный неподалеку Всемирный торговый центр 7, повредив здание и вызвав многочисленные пожары. Пожары продолжались в течение нескольких часов, что привело к нарушению структурной целостности здания, и в 17:21 ВТЦ-7 обрушилось.
Вместе с одновременным нападением на Пентагон в Арлингтоне, штат Вирджиния, и бунтом пассажиров, приведшим к авиакатастрофе в Шанксвилле, штат Пенсильвания, в результате терактов погибло 2996 человек (2507 гражданских лиц, 343 пожарных, 72 сотрудника правоохранительных органов, 55 военнослужащих и 19 угонщиков). Более 90% работников и посетителей, погибших в башнях, находились в местах тарана или выше них. В Северной башне 1355 человек, находившихся в точке удара или выше нее, оказались в ловушке и погибли от отравления дымом, прыгали с башни, спасаясь от дыма и пламени, или погибли, когда здание в конечном итоге обрушилось. Одна лестничная клетка в Южной башне каким-то образом избежала полного разрушения. При ударе рейса 11 все три лестницы Северной башни в зоне поражения были разрушены, что сделало невозможным спасение людей, находящихся выше 91-го этажа. Также погибло 107 человек, находившихся ниже места столкновения.

## Архитектура
Минору Ямасаки был ведущим архитектором башни, а Emery Roth & Sons - ассоциированными архитекторами. Во время строительства Всемирного торгового центра инженеры-строители в конечном итоге руководствовались черновыми вариантами строительных норм и правил Нью-Йорка 1968 года, которые включали «передовые технологии» в проектирование зданий. Башни-близнецы были построены на основе трубчатого каркаса, что потребовало на 40 процентов меньше конструкционной стали, чем в обычных конструкциях зданий. Эти сооружения были вдохновлены архитектурной этикой Ле Корбюзье и стали ярким выражением готико-модернистских тенденций Ямасаки. Архитектор также вдохновлялся исламской архитектурой, элементы которой он включил в дизайн зданий, поскольку ранее проектировал международный аэропорт Дахран в Саудовской Аравии совместно с Saudi Binladin Group.
Когда строительство было завершено, высота Северной башни составляла 1368 футов (417 м). В 1979 году на крыше была установлена телекоммуникационная антенна или мачта длиной 362 фута (110 м) (модернизированная в 1999 году для цифрового вещания). С этим дополнением самая высокая точка Северной башни достигла 1730 футов (530 м). Каждая башня имела высоту более 1350 футов (410 м) и занимала около 1 акра (4000 м2) из общей площади в 16 акров (65 000 м2).

### Фасад
Фасады Башен-близнецов были выполнены из высокопрочных стальных колонн, несущих нагрузку по периметру, которые выполняли роль ферм Виренделя. Хотя сами колонны были легкими, они были расположены близко друг к другу, образуя прочную, жесткую конструкцию стены. По периметру здания располагались 59 колонн, расположенных на небольшом расстоянии друг от друга. В общей сложности длина стен по периметру составляла 210 футов (64 м) с каждой стороны, а углы были скошены. Конструкция по периметру была построена из сборных модульных элементов, соединенных шпандрелевыми пластинами. От 7-го этажа до уровня земли и вплоть до фундамента колонны располагались на расстоянии 10 футов (3,0 м) друг от друга, чтобы обеспечить дверные проемы. Все колонны были установлены на глубине 65-85 футов (20-26 м) от поверхности.

### Особенности конструкции
В центре здания располагались лифтовые и подсобные шахты, туалеты, три лестничные клетки и другие вспомогательные помещения. Ядро каждой башни представляло собой прямоугольную площадку размером 87 на 135 футов (27 на 41 м) и состояло из 47 стальных колонн, идущих от основания до вершины башни. Структурное ядро Северной башни было ориентировано длинной осью с востока на запад. Основные колонны выдерживали примерно половину веса башни. Все лифты были расположены в центре. В каждом здании было по три лестничных клетки, также расположенных в центре, за исключением технических этажей. Большое пространство между периметром и ядром, свободное от колонн, было перекрыто сборными фермами перекрытия, которые соединялись с колоннами по периметру.
Шляпные фермы (или «выносные фермы-опоры»), расположенные от 107-го этажа до вершины Северной и Южной башен, были спроектированы для поддержки высокой коммуникационной антенны на крыше каждого здания. Антенна была установлена только на Северной башне в 1978 году. Конструкция из каркасных труб с использованием стального сердечника и колонн по периметру, защищенных напыляемым огнестойким материалом, позволила создать относительно легкую конструкцию, которая будет сильнее раскачиваться под воздействием ветра. При проектировании Всемирного торгового центра Лесли Робертсон рассматривал сценарий столкновения реактивного авиалайнера со зданием. Национальный институт стандартов и технологий (NIST) обнаружил трехстраничный технический документ, в котором упоминался другой анализ воздействия самолета, включающий столкновение с реактивным самолетом на скорости 600 миль в час (970 км/ч), который действительно рассматривался, но NIST не смог найти документальных подтверждений анализа воздействия самолета.
Для обеспечения огнестойкости внутренних помещений были использованы напыляемые огнестойкие материалы (SFRMs), гипсокартонные плиты и вермикулит. После пожара в феврале 1975 года была добавлена дополнительная противопожарная защита, но после взрыва в 1993 году инспекции обнаружили, что противопожарная защита была недостаточной. Строительные нормы и правила Нью-Йорка 1968 года не требовали установки оросителей для высотных зданий, за исключением подземных помещений, но к 2001 году весь комплекс был переоборудован.

## Арендаторы на моментатаки
Список арендаторов, приведенный ниже, был составлен на основе оригинального списка, предоставленного CoStar Group (поставщиком электронной информации о коммерческой недвижимости), цитируемого CNN, и получен по адресу UnBlinking.com. Штаб-квартира корпорации Cantor Fitzgerald располагалась во Всемирном торговом центре 1.
Цитата: Номера этажей, выделенные  красным  цветом, оказались в зоне удара рейса 11; этажи, попавшие в ловушку выше зоны удара, выделены  темно-серым  цветом.
| Fl#   | Companies |
| ----- | --- |
| 110/R | Channel 2 (WCBS), Channel 4 (WNBC), Channel 5 (WNYW), Channel 7 (WABC), Channel 9 (WWOR), Channel 11 (WPIX), Channel 13 (WNET), Channel 31 (WPXN), Channel 47 (WNJU), WKCR-FM, WPAT-FM, WNYC-FM, WKTU-FM, CNBC, Genuity, CNN |
| 109   | Технический этаж |
| 108   | Технический этаж |
| 107   | «Окна в мир» |
| 106   | Windows on the World, Windows on the World Wine School, Windows on the World Conference and Banquet rooms |
| 105   | Cantor Fitzgerald, eSpeed, Genuity |
| 104   | Cantor Fitzgerald, eSpeed, Channel 4 (WNBC), UmeVoice |
| 103   | Cantor Fitzgerald, eSpeed |
| 102   | Cantor Fitzgerald, Alliance Consulting Group, The Nishi-Nippon Bank Limited, PaineWebber, Kidder Peabody & Co. |
| 101   | Cantor Fitzgerald, eSpeed, Boomer Esiason Foundation, Chances for Children (charity), Kidder Peabody & Co. |
| 100   | Marsh & McLennan Companies |
| 99    | Marsh & McLennan Companies |
| 98    | Marsh & McLennan Companies |
| 97    | Marsh & McLennan Companies |
| 96    | Marsh & McLennan Companies, Sumitomo Mitsui Banking Corporation |
| 95    | Marsh & McLennan Companies |
| 94    | Marsh & McLennan Companies, Marsh Private Client Services, Guy Carpenter |
| 93    | Marsh & McLennan Companies, Fred Alger Management, Castle Convertible Fund Inc. |
| 92    | Carr Futures, Lower Manhattan Cultural Council, LMCC Art Program, LMCC Open Studios |
| 91    | American Bureau of Shipping, Cedel Bank International, Meyers Pollok Robbins, New Japan Securities International, Lower Manhattan Cultural Council, LMCC Art Program, LMCC Open Studios, Shiga Bank |
| 90    | American TCC International Group, Chugoku Bank, Dun & Bradstreet, Clearstream International, Pass Consulting Corporation |
| 89    | Barcley Dwyer, Bayview Services LLC, CIIC Group (US), Cosmos Services America, Daehan International, Drinker Biddle & Reath, MetLife, Mutual International Forwarding, Strategic Communications Group, Wai Gao Qiao USA, Wall Street Planning Association, Banco LatinoAmericano de Exportaciones Sud America, Italian Wine & Food Institute, Jun He Law Offices, Majestic Star Yacht Chartering, Tokyo Securities Company |
| 88    | Julien J. Studley, Viking Sea Freight, WTC Construction Manager |
| 87    | May Davis Group, Bank of Kinki, Okasan Securities, Thor Technologies |
| 86    | Julien J. Studley, Asiatic Chemical, Society of Satellite Professionals International |
| 85    | SMW Trading Corporation, Thermo Electron, Chicago Investment Group, Hyakugo Bank, Ohrenstein & Brown |
| 84    | Bright China Capital, David Peterson Law Offices, LG Securities America (Later merged separately to NH Investment & Securities and KB securities), San-In Godo International Bank, Unicom Capital Advisors, Blue Star Line North America, Daehan International |
| 83    | Axcelera, General Telecommunications, eMeritus Communications, Lava Trading LLC, Network Plus, Global Crossings Holdings, Ameson Education and Culture Exchange Foundation, Taipei Bank, Toho Bank, Wako Securities America |
| 82    | New York Metropolitan Transportation Council, DMJM Harris |
| 81    | Bank of America, Blue Star Line North America, Network Plus, New Continental Enterprises |
| 80    | Agricor Commodities Corporation, Intrust Investment Realty, Noga Commodities Overseas, Noga Hotels New York, Shizuoka Bank, RLI Insurance Company, Bank of Yokohama, Zenshinren Bank, TheBeast.com |
| 79    | Daynard & Van Thunen Company, First Liberty Investment Group, Nikko Securities, Okato Shoji Company International, Securant Technologies, Iyo Bank, Symphoni Interactive LLC |
| 78    | Skylobby, Avenir, Baltic Oil Corporation, Cedar Capital Management Associates, Cheng Cheng Enterprises Holdings, Geiger & Geiger, Hyundai Motor Company(then with Hyundai Securities), International Trade Centre, Korea Local Authorities Foundation for International Relations, Meridian Ventures Holdings, Pacrim Trading & Shipping, Phink Path, Traders Access Center, Atinav Avenue, Korea Local Government Center, Partner Reinsurance Company, Thai Farmers Bank, Verona Fair Organization US Representative |
| 77    | Hal Roth Agency, Jun He Law Offices, Martin Progressive LLC, New-ey International Corporation, World Trade Centers Association, Alliance Continuing Care Network, Kuhne & Nagel, Partner Reinsurance Company |
| 76    | Mechanical floor |
| 75    | Mechanical floor |
| 74    | Morgan Stanley |
| 73    | Port Authority of New York & New Jersey, Morgan Stanley |
| 72    | Morgan Stanley |
| 71    | Morgan Stanley |
| 70    | Morgan Stanley |
| 69    | Morgan Stanley |
| 68    | Morgan Stanley |
| 67    | World Trade Institute, Port Authority of New York & New Jersey |
| 66    | Port Authority of New York & New Jersey |
| 65    | Boeing Aviation Technical Services, Morgan Stanley |
| 64    | Port Authority of New York & New Jersey, Morgan Stanley |
| 63    | Morgan Stanley, Airport Access Program |
| 62    | Morgan Stanley |
| 61    | Morgan Stanley |
| 60    | Asahi Bank, Morgan Stanley |
| 59    | Sidley Austin Brown & Wood, Morgan Stanley |
| 58    | Sidley Austin Brown & Wood |
| 57    | Sidley Austin Brown & Wood |
| 56    | Sidley Austin Brown & Wood |
| 55    | Pace University, World Trade Institute of Pace University, Benchmark Hospitality at Pace University (now Downtown Conference Center at Pace University) |
| 54    | Sidley Austin Brown & Wood |
| 53    | AIG Aviation Brokerage, Bank of Taiwan, Bramax Manufacturing Corporation, China Resource Products USA, Keenan, Powers, & Andrews, LoCurto & Funk Inc., National Nydegger Transport Corporation, Pacrim Trading & Shipping, Pure Energy Corporation, Broadview Networks, French Embassy Financial Services, JACOM Corporation, TripleHop Technologies |
| 52    | Gayer, Shyu & Wiesel, Hill, Betts & Nash, Howly (US) Corporation, Leeds & Morrelli, Okasan Securities, RGL Gallagher PC, Williams Capital Group, Bramax Manufacturing Corporation, Temenos USA Wholesalers, Unifacemanu International |
| 51    | AT&T Corporation, C&P Press, Chilean Government Trade Bureau, Chilean National Petroleum Company, Chilean Production Promotion Center, Chilean Trading Corporation, Tradeweb |
| 50    | Ready Biz Group, Medical Access, 212 Management Corp |
| 49    | Dai-Ichi Kangyo Trust Company of New York, Dai-Ichi Kangyo Bank, Overseas Union Bank, Pacific American Corporation |
| 48    | Dai-Ichi Kangyo Trust Company of New York, Dai-Ichi Kangyo Bank |
| 47    | ADERLY-USA, Adjusters International, American TCC International Group, Inc., ClearForest Corporation, First Union Securities, G.Z. Stephens, Inc., Pacific American Corporation, Quint Amasis LLC, Rollins Accounting, Tejas Securities Group, Inc., W.J. Export Import, Inc. |
| 46    | Alegra International, American Sino Trade Development Council, ASTDC, Auspic International Technology & Trade Group Co., Inc., Auto Imperial, Bank of Yokohama, Beyondbond, Inc., Bluesky Technologies Inc., Ceylon Shipping Corporation, Charles P. Chan, CPA, China U.S. Net Group, Inc., Consolidated Steelex Corporation, Dahao U.S.A. Corporation, China Inter-Ocean Transportation, Hitachi Software Engineering America Limited, Interglobe Communications, J&X Tan's Trading Co., Johnson & Johnson, Kading Companies S.A., KISCO Corporation (USA), Port Authority of New York & New Jersey, R.S. Property, Shandong Resources Inc., Shipping Services Italia, Sinopec USA, Inc., Smartcomm Group, Inc., Sri Larkan Travel, Inc., Strategic Alliance International Group, Suggested Open Systems, Suntendy America, Inc., T&T Enterprises International, Inc., Teleport Investment Management LLC, Thomas D. Mangione Limited, Tradeway, Inc., ViewTrade Group, World Imperial Realty Corporation, World News & Media Group, Inc., Yong Ren America Inc. |
| 45    | American Lota International, Bramax Manufacturing Corporation, China Construction America, Dunavant Commodity Corporation, Fertitta Enterprises, F.E. Wallace & Co., HS Futures LP, Hyundai Motor Company, Pure Energy Corporation, Security Traders Association, Software Research Associates America, Streamline Capital, BAO Hercules, Ching Fong Investment Company New York, Johnson Enterprises, SRA America, S. Stern Custom Brokers, Swiss Trading & Shipping Association |
| 44    | Skylobby, Skydive restaurant, MetLife, Morgan Stanley, New York Society of Security Analysts, Market Technicians Association, Port Authority of New York & New Jersey |
| 43    | Port Authority of New York & New Jersey |
| 42    | Mechanical floor |
| 41    | Mechanical floor |
| 40    | Lehman Brothers, Commerzbank Capital Markets AG |
| 39    | Lehman Brothers, Cultural Institutions Retirement Systems, First Liberty Investment Group, Overseas Union Bank, Xcel Federal Credit Union, Tai Fook Securities, Circle International, Sun Hung Kai Securities |
| 38    | Lehman Brothers, Regional Alliance for Small Contractors, Turner Construction Company, GSW & Associates, GW Finance Corporation |
| 37    | Commodity Futures Trading Commission, Government of Thailand, S. Stern Custom Brokers, Thai Board of Investment, Thai Office of the Economic Counselor, Thai Trade Center, Port Authority of New York & New Jersey |
| 36    | Kemper Corporation |
| 35    | Kemper Corporation, Anne Pope Law Offices |
| 34    | Royal Thai Embassy Office, Port Authority of New York & New Jersey, Tourism Authority of Thailand |
| 33    | Berel & Mullen, China Daily Distribution Corporation, Data Transmission Network Corporation, Hu Tong International Company, Koudis International, MANAA Trading Group, MIS Service Company, Rachel & Associates, Serko & Simon, Golden King USA, American Bright Signs, China United Trading Corporation, Excel Shipping, Korean Associates Securities, Rohde & Liesenfeld, Lunham & Reeve, Inc., |
| 32    | Chang Hwa Bank, Rohde & Liesenfeld, Koudis International |
| 31    | Port Authority of New York & New Jersey, Empire Health Choice, EmpireBlue |
| 30    | Empire Health Choise, EmpireBlue |
| 29    | China Patent and Trademark Agent USA, World Travel, Seth Shipping Corporation, Taipei Bank, ZimAmerican Israeli Shipping Company |
| 28    | Port Authority of New York & New Jersey, Empire Health Choice, EmpireBlue |
| 27    | Bangkok Metropolitan Bank, Anthem, Empire Health Choice, EmpireBlue, Sinopec USA, Inc. |
| 26    | Garban Intercapital |
| 25    | Garban Intercapital, R.H. Wrightson & Associates, Cote d'Ivore Embassy Commercial Counselor, EXCO USA International, Harold I. Pepper Company |
| 24    | Empire Health Choice, EmpireBlue, Port Authority of New York & New Jersey, Dominican Republic Export Promotion Center, Electric Paper Inc., RN Forwarding |
| 23    | Empire Health Choice, EmpireBlue |
| 22    | Security Command Center, Cheng Xiang Trading USA, Chicago Board Options Exchange Corporation, G.C. Services, Gold Sky Inc., Kaiser Overseas, Karoon Capital Management, MLU Investment, Pluto Commodities, P. Wolfe Investments, Tai Fook Securities, The SCPIE Companies, Unicom Capital Advisors, AMROC International Company, Central Trust of China, China Steel, New York Metropolitan Transportation Council, SySoft e-Business Lab |
| 21    | Avesta Computer Services, Continental Logistics, Dongwon Securities Company(then part of Dongwon Industries), Friends Ivory & Sime, Friends Villas Fischer Trust, Infotech Commercial Systems, Law Offices of Roman V. Popik, Lief International, Tower Computer Services, United Seamen's Service (USS-AMMLA), 1 Stop Investment Advice, Brauner International Corporation, Cat Technology Inc., Wired Cat, J.D. Smith Customs Broker, Marc Commodities, Regional Alliance for Small Contractors, United Hercules |
| 20    | Empire Health Choice, EmpireBlue, Rohde & Liesenfeld |
| 19    | Port Authority of New York and New Jersey, Adams McFarlane LLC (NexxtHealth), Excel Shipping, HZ Bernstein Air Freight, Empire Health Choice, EmpireBlue |
| 18    | Neovest, I/B/E/S International Inc., SportsGelt LLC |
| 17    | ABC International, Masterpiece International, Nippon Express USA, Empire Health Choice, EmpireBlue, ZimAmerican Israeli Shipping Company |
| 16    | California Bank & Trust, Seven Star Lines, ZimAmerican Israeli Shipping Company, Ramon International Insurance Brokers (ZimAmerican) |
| 15    | Landmark Education Corporation, Continental Forwarding, Gringsby Brandford & Co., H.W. Robinson & Co. |
| 14    | Instinet, Dun & Bradstreet, Port Authority of New York & New Jersey, Aeolian Shipping Company, C. Allen & Co., Hirshbach & Smith, VanderGrift Forwarding |
| 13    | Instinet |
| 12    | Bank of America, Lafayette Shipping Company, Instinet |
| 11    | Bank of America, Porcella Vicini & Co., Primark Decision Economics, Raymond James & Associates, Allstate Insurance Company, Tes USA |
| 10    | Bank of America, Export Import Service, Hauser Air Corporation |
| 9     | Bank of America, Foreign Credit Insurance Association |
| 8     | Mechanical floor |
| 7     | Mechanical floor |
| 6     | — |
| 5     | Gayer, Shyu & Wiesel |
| 4     | Geiger & Geiger |
| 3     | Port Authority of New York & New Jersey, LG Insurance Company, W.R. Hambrecht |
| 2     | — |
| P     | Avis, Delta Air Lines, Olympia Airport Express, Trans World Airlines, Continental Airlines, Continental Enterprises, Citibank |
| C     | The Mall at the World Trade Center |